# Nastawnia bramowa Gdańsk Wrzeszcz
Nastawnia bramowa Gdańsk Wrzeszcz – zabytkowy budynek dawnej nastawni, położony na stacji kolejowej Gdańsk Wrzeszcz.

## Opis obiektu
Budynek nastawni stacji Gdańsk Wrzeszcz o pierwotnym oznaczeniu Wr1, mający formę nastawni bramowej (niem. reiterstellwerk), czyli nastawni usytuowanej ponad torami kolejowymi. Została wzniesiona w 1915 roku, podczas budowy nasypu kolejowego przebiegającego przez Wrzeszcz. Jedna z kilku zachowanych nastawni bramowych w Polsce, z czego jedyna w północnej części kraju. W porównaniu do podobnych obiektów, budynek wyróżnia dekoracyjna forma architektury, dostosowana do willowej zabudowy położonej w pobliżu. W konstrukcji budynku znajdują się elementy żelbetowe. Nastawnia przestała pełnić swoją funkcję na początku lat 90. XX wieku, potem była przeznaczona do rozbiórki. Wpisana do rejestru zabytków w 2015 roku, obecnie planowana jest rewitalizacja budynku oraz jego zaadaptowanie do innych funkcji.